# Кикбоксер 3: Искусство войны
«Кикбо́ксер 3: Искусство войны» (англ. Kickboxer 3: The Art Of War) — американский боевик 1992 года.

## Сюжет
Трёхкратный чемпион мира по кикбоксингу Дэвид Слоан вместе со своим тренером Зианом Чао прилетают в Рио-де-Жанейро для проведения чемпионского боя, назначенного через неделю.
Обедая в кафе они встречают мелкого воришку Маркоса и его сестру Изабеллу. Маркос пытался украсть фотоаппарат, но Дэвид догнал его и забрал камеру и нож, которым тот пытался угрожать. Маркос вернулся в кафе и потребовал вернуть нож, на что Зиан предложил накормить его и сестру. Вместе они отправляются на показательные выступление, где Слоан вступает в конфронтацию со своим будущим соперником Эриком Мартином, что добавляет интереса к предстоящему бою. После выступлений местный бизнесмен Фрэнк Лейн приглашает всех четверых на ужин в своё заведение. Вскоре Изабеллу похищают и Слоан начинает её поиски.
В процессе поиска его и Чао задерживает полиция. Их забирает оттуда Фрэнк Лейн и предлагает подвезти. По пути в отель предлагает Дэвиду полмиллиона долларов за проигрыш в бою с Мартином. Дэвид отказывается и покидает автомобиль. Они посещают фавеллы, где благодаря старым знакомым Маркоса достают оружие. Дэвид и Зиан идут к Бранко, как им кажется — сутенеру. Убив всю охрану и найдя Бранко с женой выяснилось, что тот лишь партнёр Лейна.
Лейн предупреждён и прикрывается Изабеллой, когда за ним приходит Дэвид. Лейн соглашается отпустить девушку, только на своих условиях. Несколько последующих дней Дэвид проводит в изматывающих тренировках под дулом пистолета. Несмотря ни на что Дэвид выигрывает бой, а Зиан отбивает Изабеллу у Лейна. Узнав от Изабеллы о других девушках Дэвид возвращается в дом к Лейну, избивает его и всех отпускает. Когда Лейн достает пистолет Маркос убивает его своим ножом.

## В ролях
- Саша Митчелл — Дэвид Слоун
- Деннис Чан — Зиан Чао
- Ричард Комар — Фрэнк Лайн
- Ной Вердуско — Маркос
- Милтон Гонсалвис — сержант полиции
- Ренато Коутинью — Бранко
- Йен Джэклин — Эрик Мартин